# Long Mỹ (huyện)
Long Mỹ là một cũ huyện thuộc tỉnh Hậu Giang cũ, Việt Nam.

## Địa lý
Huyện Long Mỹ nằm ở phía tây nam của tỉnh Hậu Giang, nằm cách thành phố Vị Thanh khoảng 35 km, nằm hoàn toàn trong khoảng giữa vùng Tây sông Hậu, có vị trí địa lý:
- Phía đông giáp thị xã Long Mỹ
- Phía tây giáp huyện Gò Quao, tỉnh Kiên Giang
- Phía nam giáp thị xã Ngã Năm, tỉnh Sóc Trăng và huyện Hồng Dân, tỉnh Bạc Liêu
- Phía bắc giáp thành phố Vị Thanh và huyện Vị Thủy.

### Địa hình, địa mạo
Huyện Long Mỹ có địa hình tương đối bằng phẳng, độ cao trung bình từ 0,6–1,1m so với mực nước biển, có xu hướng thấp dần theo hướng Nam và Tây Nam, khu vực nội đồng thường thấp hơn khu vực ven sông rạch, và bị chia cắt bởi hệ thống sông, kênh, rạch dày đặc, nên thuận lợi cho phát triển giao thông đường thủy, du lịch sinh thái, cũng như phát triển ngành nông nghiệp theo hướng hiện đại với quy mô lớn.

### Khí hậu
Huyện Long Mỹ nằm trong vùng khí hậu nhiệt đới gió mùa, ít bão, quanh năm nóng ẩm, với những đặc trưng chủ yếu sau:
- Chế độ nhiệt: nhiệt độ trung bình hàng năm khoảng 27,7 °C, thường tháng 1 thấp nhất là khoảng 25,9 °C, tháng 4 cao nhất là khoảng 28,8 °C.
- Chế độ nắng: số giờ nắng trong năm khá cao, khoảng 2.300 giờ/năm.
- Chế độ mưa: trong năm hình thành 2 mùa rõ rệt; mùa mưa bắt đầu từ tháng 5 đến tháng 11; mùa khô từ tháng 12 đến tháng 4 năm sau, lượng mưa trung bình hàng năm khoảng 1.500 mm, tập trung chủ yếu vào mùa mưa (chiếm 90% tổng lượng mưa).
- Chế độ ẩm: cao và ổn định, ít biến đổi qua các năm, trung bình cả năm khoảng 80 - 85%, thấp nhất vào mùa khô, cao nhất vào mùa mưa.
- Chế độ gió: phổ biến với hai hướng gió chính:
  - Gió mùa Tây Nam thường xuất hiện từ tháng 5 đến tháng 11, thổi vào từ vịnh Thái Lan, mang theo nhiều hơi nước nên gây mưa và lốc xoáy.
  - Gió mùa Đông Bắc thường xuất hiện từ tháng 12 đến tháng 1 năm sau, thổi từ lục địa sang nên khô và lạnh; gió mùa Đông Nam thường xuất hiện từ tháng 2 đến tháng 4, có đặc điểm là khô và nóng, kèm theo còn có gió chướng, trong mùa mưa còn xuất hiện các cơn lốc xoáy bất ngờ, gây ảnh hưởng tới sản xuất và sinh hoạt của nhân dân.[4]

### Thủy văn
Chế độ thủy văn của hệ thống kênh rạch huyện Long Mỹ chịu tác động mạnh bởi chế độ thủy triểu biển Tây và biển Đông (một số xã trên địa bàn); chế độ dòn chảy chính của sông rạch, chế độ mưa tại chổ và địa hình. Thủy triểu biển Tây là chế độ nhật triều có pha bán nhật theo hệ thống sông Cái Lớn tác động mạnh vào huyện Long Mỹ nên một phần diện tích phía Tây Nam của huyện trước đây do điều kiện cống, đập và đê ngăn mặn chưa hoàn chỉnh nên tình trạng xâm nhập mặn kéo dài trong các tháng mùa khô.

### Tài nguyên đất
Trên địa bàn có 4 nhóm chính là đất mặn, đất phèn, đất phù sa và đất nhân tác nên đáp ứng tốt cho nhu cầu về canh tác nông nghiệp - thủy sản và các mục đích chuyên dùng khác. Trong đó:
- Đất mặn chủ yếu là loại đất mặn ít, phân bố trên địa bàn các xã như Lương Nghĩa, Lương Tâm, Thuận Hưng, Thuận Hòa và thị trấn Vĩnh Viễn.
- Đất phèn gồm các loại chính như:
  - Đất phèn hoạt động nông đang phát triển, đất phèn hoạt động sâu và rất sâu đã phát triển phân bố chủ yếu tại xã Vĩnh Thuận Đông.
  - Đất phèn hoạt động nông, đang phát triển, mặn ít phân bố trên địa bàn các xã như Lương Nghĩa, Lương Tâm, Xà Phiên, Thuận Hưng, Thuận Hòa và thị trấn Vĩnh Viễn.
  - Đất phèn hoạt động nông và sâu, đang phát triển, mặn trung bình phân bố tại xã Vĩnh Viễn A.
- Đất phù sa phân bố chủ yếu trên địa bàn xã Vĩnh Thuận Đông.
- Đất nhân tác được phân bố đều trên địa bàn các xã, tập trung dọc theo các tuyến sông, kênh, rạch, các trục giao thông, các cụm, tuyến dân cư tập trung.[4]

### Tài nguyên nước
Nước mặt: được cung cấp từ sông Hậu thông qua hệ thống sông, kênh rạch khá dày đặc trên địa bàn. Nguồn nước chủ yếu phục vụ cho mục đích sản xuất nông nghiệp và một phần nhỏ phục vụ sinh hoạt của nhân dân. Ngoài nguồn nước từ sông, kênh, rạch thì nước mưa cũng là một nguồn quan trọng cung cấp cho sản xuất nông nghiệp và sinh hoạt.
Nước dưới đất: trên địa bàn huyện ở độ sâu khoảng từ 80–500m có 4 tầng chứa nước với trữ lượng lớn, chất lượng khá tốt.

## Hành chính
Huyện Long Mỹ có 8 đơn vị hành chính cấp xã trực thuộc, bao gồm thị trấn Vĩnh Viễn (huyện lỵ) và 7 xã: Lương Nghĩa, Lương Tâm, Thuận Hòa, Thuận Hưng, Vĩnh Thuận Đông, Vĩnh Viễn A, Xà Phiên.
| Thị trấn Vĩnh Viễn Xã Vĩnh Viễn A Xã Lương Nghĩa Xã Lương Tâm Xã Xà Phiên Xã Thuận Hòa Xã Thuận Hưng Xã Vĩnh Thuận Đông Thành phố Vị Thanh Huyện Vị Thủy Thị xã Long Mỹ Tỉnh Sóc Trăng Tỉnh Bạc Liêu Tỉnh Kiên Giang Bản đồ hành chính huyện Long Mỹ, tỉnh Hậu Giang |

## Lịch sử

### Thời Pháp thuộc
Vào thời nhà Nguyễn độc lập, vùng đất Long Mỹ, Vị Thủy và Vị Thanh ngày nay thuộc địa bàn tổng Thanh Giang và một phần tổng Giang Ninh, huyện Kiên Giang, phủ An Biên, tỉnh Hà Tiên.
Ngày 15 tháng 6 năm 1867, sau khi chiếm xong tỉnh Hà Tiên, thực dân Pháp dần xóa bỏ hệ thống hành chính phủ huyện cũ thời nhà Nguyễn, đồng thời đặt ra các hạt Thanh tra, trong đó có hạt Thanh tra Kiên Giang.
Ngày 16 tháng 8 năm 1967, hạt Thanh tra Rạch Giá được thành lập do đổi tên từ hạt Thanh tra Kiên Giang trước đó. Hai tổng Giang Ninh và Thanh Giang lúc này thuộc hạt Thanh tra Rạch Giá.
Năm 1876, hạt Thanh tra Rạch Giá đổi thành hạt tham biện Rạch Giá.
Ngày 1 tháng 1 năm 1900, lại đổi các hạt tham biện thành "tỉnh", trong đó có tỉnh Rạch Giá.
Ngày 31 tháng 12 năm 1907, lập thêm tổng An Ninh trực thuộc tỉnh Rạch Giá.
Năm 1908, thực dân Pháp thành lập quận Long Mỹ thuộc tỉnh Rạch Giá. Quận Long Mỹ có 2 tổng: An Ninh và Thanh Giang.
Ngày 6 tháng 1 năm 1916, lại lập thêm tổng Thanh Tuyền trực thuộc quận Long Mỹ, do tách ra từ tổng Thanh Giang. Quận lỵ Long Mỹ đặt tại làng Long Trị thuộc tổng Thanh Giang.
Năm 1939, quận Long Mỹ gồm 3 tổng như cũ với 17 làng trực thuộc:
- Tổng An Ninh có 6 làng: Hòa An, Hỏa Lựu, Long Bình, Vị Thủy, Vĩnh Thuận Đông, Vĩnh Tường.
- Tổng Thanh Tuyền có 5 làng: Lương Tâm, Thuận Hưng, Vĩnh Tuy, Vĩnh Viễn, Xà Phiên.
- Tổng Thanh Giang có 6 làng: An Lợi, Long Phú, Long Trị, Phương Bình, Phương Phú, Tân Long.

Sau Cách mạng tháng Tám năm 1945, Ủy ban Kháng chiến Hành chánh Nam bộ chủ trương bỏ cấp tổng, bỏ đơn vị làng, thống nhất gọi là xã, đồng thời bỏ danh xưng quận, gọi thay thế bằng huyện. Chính quyền Việt Nam Cộng hòa đến năm 1956 cũng thống nhất dùng danh xưng là xã, tuy nhiên vẫn gọi là quận cho đến năm 1975. Lúc này, Long Mỹ vẫn là huyện thuộc tỉnh Rạch Giá.
Năm 1951, chính quyền Việt Minh giải thể tỉnh Rạch Giá, sáp nhập địa bàn vào các tỉnh Bạc Liêu, Cần Thơ, Sóc Trăng, đến năm 1954 lại tái lập. Khi đó, huyện Long Mỹ được giao cho tỉnh Cần Thơ, đến năm 1954 được trả về cho tỉnh Rạch Giá như cũ.
Ngày 1 tháng 10 năm 1954, chính quyền Quốc gia Việt Nam của Bảo Đại giao quận Long Mỹ về cho tỉnh Sóc Trăng.
Ngày 31 tháng 3 năm 1955, quận nhận thêm làng Vị Thanh từ quận Giồng Riềng. Đồng thời, lại giao làng Vĩnh Tuy cho quận Gò Quao quản lý.
Năm 1955, quận Long Mỹ có 21 làng trực thuộc: An Lợi, Hòa An, Hỏa Lựu, Hương Phù, Long Bình, Long Phú, Long Trị, Lương Tâm, Mỹ Quới, Phương Bình, Phương Phú, Tân Long, Thuận Hưng, Vị Thanh, Vị Thủy, Vĩnh Lợi, Vĩnh Quới, Vĩnh Thuận Đông, Vĩnh Tường, Vĩnh Viễn, Xà Phiên.

### Giai đoạn 1956–1975

#### Việt Nam Cộng hòa
Sau năm 1956, các làng gọi là xã.
Ngày 23 tháng 2 năm 1957, chính quyền Việt Nam Cộng hòa giao quận Long Mỹ cho tỉnh Phong Dinh (tức tỉnh Cần Thơ trước đó) quản lý; quận lỵ đặt tại xã Long Trị. Đồng thời, một phần của các xã Long Phú và Phương Phú sáp nhập vào quận Bố Thảo thuộc tỉnh Ba Xuyên (tức tỉnh Sóc Trăng trước đó). Quận Long Mỹ khi đó gồm 2 tổng với 16 xã trực thuộc:
- Tổng An Ninh có 6 xã: Hòa An, Hỏa Lựu, Long Bình, Vị Thủy, Vĩnh Thuận Đông, Vĩnh Tường.
- Tổng Thanh Tuyền có 4 xã: Lương Tâm, Thuận Hưng, Vĩnh Viễn, Xà Phiên.
- Tổng Thanh Giang có 6 xã: An Lợi, Long Phú, Long Trị, Phương Bình, Phương Phú, Vị Thanh.

Ngày 12 tháng 3 năm 1960, chính quyền Ngô Đình Diệm tổ chức khánh thành Khu trù mật Vị Thanh – Hỏa Lựu.
Ngày 18 tháng 3 năm 1960, tách tổng An Ninh ra khỏi quận Long Mỹ để lập thêm quận Đức Long cùng thuộc tỉnh Phong Dinh. Quận Đức Long khi đó gồm 7 xã: An Lợi, Hòa An, Hỏa Lựu, Vị Thanh, Vị Thủy, Vĩnh Thuận Đông, Vĩnh Tường. Quận lỵ quận Đức Long đặt tại xã Vị Thanh.
Ngày 24 tháng 12 năm 1961, quận Long Mỹ vá quận Đức Long lại được bàn giao cho tỉnh Chương Thiện mới thành lập.
Năm 1961, quận Long Mỹ có 2 tổng với 9 xã:
- Tổng Thanh Tuyền có 4 xã: Lương Tâm, Thuận Hưng, Vĩnh Viễn, Xà Phiên.
- Tổng Bình Định (mới lập) có 5 xã: Long Bình, Long Phú, Long Trị, Phương Bình, Phương Phú.

Ngày 18 tháng 4 năm 1963, một phần đất của quận Phước Long được tách ra và hợp với một phần đất của quận Long Mỹ để thành lập thêm quận mới có tên là quận Kiên Thiện, quận lỵ đặt tại Ngan Dừa. Lúc này, quận Long Mỹ nhận thêm xã Vĩnh Tân tách từ quận Phước Long cùng tỉnh; đồng thời quận giao 3 xã: Lương Tâm, Vĩnh Viễn, Xà Phiên cho quận Kiến Thiện mới được thành lập (ngày nay là huyện Hồng Dân, tỉnh Bạc Liêu).
Năm 1963, quận Long Mỹ có 2 tổng với 7 xã:
- Tổng Thanh Tuyền có 3 xã: Long Bình, Thuận Hưng, Vĩnh Tân.
- Tổng Bình Định có 3 xã: Long Phú, Long Trị, Phương Bình, Phương Phú.

Sau năm 1965, cấp tổng bị giải thể, các xã trực thuộc quận.
Ngày 16 tháng 6 năm 1969, quận Long Mỹ giao xã Vĩnh Tân cho quận Ngã Năm thuộc tỉnh Ba Xuyên vừa được thành lập.
Năm 1970, quận Long Mỹ thuộc tỉnh Chương Thiện có 6 xã: Long Bình, Long Phú, Long Trị, Phương Bình, Phương Phú, Thuận Hưng. Quận lỵ đặt tại xã Long Trị.

#### Chính quyền Cách mạng
Còn về phía chính quyền Mặt trận Dân tộc Giải phóng Miền Nam Việt Nam và sau này là Chính phủ Cách mạng lâm thời Cộng hòa Miền Nam Việt Nam, cho đến năm 1966, khu vực quận Long Mỹ và quận Đức Long của Việt Nam Cộng hòa vẫn cùng thuộc địa bàn huyện Long Mỹ.
Từ năm 1957 huyện Long Mỹ thuộc tỉnh Cần Thơ nhưng giữ lại xã Vị Thanh và nhập vào huyện Giồng Riềng của tỉnh Rạch Giá.
Tháng 7 năm 1960, huyện Giồng Riềng giao xã Vị Thanh về cho huyện Long Mỹ của tỉnh tỉnh Cần Thơ quản lý.
Ngày 9 tháng 3 năm 1961, thành lập thị trấn Vị Thanh trực thuộc huyện Long Mỹ bao gồm khu vực chợ Cái Nhum và các ấp xung quanh của xã Vị Thanh.
Năm 1966, chính quyền Cách mạng:
- Tách thị trấn Vị Thanh và một số ấp của xã Vị Thanh ra khỏi huyện Long Mỹ để thành lập Thị xã Vị Thanh trực thuộc tỉnh Cần Thơ.
- Đồng thời giao 3 xã: Hòa An, Phương Bình, Phương Phú của huyện Long Mỹ cho huyện Phụng Hiệp quản lý.

Ngoài ra, chính quyền Cách mạng vẫn giao huyện Long Mỹ quản lý thêm các xã như trước đây là: Hỏa Lựu, Lương Tâm, Vị Thủy, Vĩnh Thuận Đông, Vĩnh Tường, Vĩnh Viễn, Xà Phiên, 
Sau ngày 30 tháng 4 năm 1975, chính quyền quân quản Cộng hòa miền Nam Việt Nam ban đầu vẫn đặt huyện Long Mỹ trực thuộc tỉnh Cần Thơ cho đến đầu năm 1976. Huyện lỵ là thị trấn Long Mỹ, được thành lập do tách một phần nhỏ đất đai từ các xã Long Trị, Long Bình và Thuận Hưng trước đó.
Ngày 20 tháng 9 năm 1975, Bộ Chính trị ban hành Nghị quyết số 245-NQ/TW về việc hợp nhất tỉnh Cần Thơ (ngoại trừ huyện Thốt Nốt), tỉnh Sóc Trăng, tỉnh Trà Vinh, tỉnh Vĩnh Long thành một tỉnh, tên gọi tỉnh mới cùng với nơi đặt tỉnh lỵ sẽ do địa phương đề nghị lên.
Ngày 20 tháng 12 năm 1975, Bộ Chính trị ban hành Nghị quyết số 19/NQ về việc hợp nhất tỉnh Cần Thơ (bao gồm cả huyện Thốt Nốt của tỉnh Long Xuyên), tỉnh Sóc Trăng thành một tỉnh mới, tên gọi tỉnh mới cùng với nơi đặt tỉnh lỵ sẽ do địa phương đề nghị lên.

### Từ năm 1976 đến nay
Ngày 24 tháng 2 năm 1976, Chính phủ Cách mạng lâm thời Cộng hòa miền Nam Việt Nam ban hành Nghị định số 3/NQ/1976 về việc hợp nhất tỉnh Cần Thơ, tỉnh Sóc Trăng và thành phố Cần Thơ thành một tỉnh mới, lấy tên là tỉnh Hậu Giang.
Ngày 24 tháng 3 năm 1976, Chính phủ Việt Nam ban hành Quyết định số 17/QĐ-76 về việc hợp nhất ba đơn vị hành chính cấp tỉnh ngang bằng nhau là tỉnh Cần Thơ, tỉnh Sóc Trăng và thành phố Cần Thơ thành một tỉnh mới, lấy tên là tỉnh Hậu Giang.
Huyện Long Mỹ thuộc tỉnh Hậu Giang có thị trấn Long Mỹ và 12 xã: Hỏa Lựu, Long Bình, Long Phú, Long Trị, Lương Tâm, Thuận Hưng, Vị Thanh, Vị Thủy, Vĩnh Thuận Đông, Vĩnh Tường, Vĩnh Viễn, Xà Phiên.
Ngày 15 tháng 12 năm 1977, Hội đồng Chính phủ ban hành Quyết định số 330-CP về việc:
- Hợp nhất huyện Long Mỹ và thị xã Vị Thanh thành đơn vị hành chính lấy tên là huyện Long Mỹ.
- Thị xã Vị Thanh chuyển xuống thành thị trấn Vị Thanh thuộc huyện Long Mỹ.

Huyện Long Mỹ có 2 thị trấn: Long Mỹ, Vị Thanh và 12 xã: Hỏa Lựu, Long Bình, Long Phú, Long Trị, Lương Tâm, Thuận Hưng, Vị Thanh, Vị Thủy, Vĩnh Thuận Đông, Vĩnh Tường, Vĩnh Viễn, Xà Phiên.
Ngày 23 tháng 10 năm 1978, Hội đồng Chính phủ ban hành Quyết định số 273-CP về việc thành lập xã mới Vị Tân trên cơ sở tách đất từ thị trấn Vị Thanh.
Huyện Long Mỹ có 2 thị trấn: Long Mỹ, Vị Thanh và 13 xã: Hỏa Lựu, Long Bình, Long Phú, Long Trị, Lương Tâm, Thuận Hưng, Vị Tân, Vị Thanh, Vị Thủy, Vĩnh Thuận Đông, Vĩnh Tường, Vĩnh Viễn, Xà Phiên.
Ngày 21 tháng 4 năm 1979, Hội đồng Chính phủ ban hành Quyết định số 174-CP về việc:
- Chia xã Vĩnh Thuận Đông thành xã Vĩnh Thuận Đông và xã Vĩnh Thuận Tây.
- Chia xã Thuận Hưng thành xã Thuận Hòa và xã Thuận Hưng.
- Chia xã Hỏa Lựu thành xã Hỏa Lựu và xã Hỏa Tiến.
- Chia xã Long Phú thành xã Long Phú và xã Tân Phú.
- Chia xã Vĩnh Viễn thành xã Vĩnh Lập và xã Vĩnh Viễn.
- Chia xã Long Bình thành xã Long Bình và xã Long Hòa.
- Chia xã Vị Tân thành xã Vị Đông và xã Vị Tân.
- Sáp nhập ấp 8 của xã Thuận Hưng và ấp 9 của xã Long Trị cũ vào thị trấn Long Mỹ.

Huyện Long Mỹ có 2 thị trấn: Long Mỹ, Vị Thanh và 12 xã: Hỏa Lựu, Hỏa Tiến, Long Bình, Long Hòa, Long Phú, Long Trị, Lương Tâm, Tân Phú, Thuận Hòa, Thuận Hưng, Vị Đông, Vị Tân, Vị Thanh, Vị Thủy, Vĩnh Thuận Đông, Vĩnh Thuận Tây, Vĩnh Tường, Vĩnh Viễn, Xà Phiên.
Ngày 15 tháng 9 năm 1981, Hội đồng Bộ trưởng ban hành Quyết định số 70-HĐBT về việc: 
- Chia xã Vị Thủy thành 3 xã: Vị Lợi, Vị Thắng, Vị Thủy.
- Chia xã Vĩnh Tường thành 3 xã: Vĩnh Hiếu, Vĩnh Trung, Vĩnh Tường.
- Chia xã Vị Thanh thành 3 xã: Vị Bình, Vị Thanh, Vị Xuân.
- Chia xã Long Trị thành xã Long Tân và xã Long Trị.
- Chia xã Xà Phiên thành xã Tân Thành và xã Xà Phiên.
- Chia xã Lương Tâm thành xã Lương Nghĩa và xã Lương Tâm.

Huyện Long Mỹ có 2 thị trấn: Long Mỹ, Vị Thanh và 29 xã: Hỏa Lựu, Hỏa Tiến, Long Bình, Long Hòa, Long Phú, Long Tân, Long Trị, Lương Nghĩa, Lương Tâm, Tân Phú, Tân Thành, Thuận Hòa, Thuận Hưng, Vị Bình, Vị Đông, Vị Lợi, Vị Tân, Vị Thắng, Vị Thanh, Vị Thủy, Vị Xuân, Vĩnh Hiếu, Vĩnh Lập, Vĩnh Thuận Đông, Vĩnh Thuận Tây, Vĩnh Trung, Vĩnh Tường, Vĩnh Viễn, Xà Phiên.
Ngày 26 tháng 10 năm 1981, Hội đồng Bộ trưởng ban hành Quyết định số 119-HĐBT về việc tách huyện Long Mỹ thành huyện Long Mỹ và huyện Mỹ Thanh thuộc tỉnh Hậu Giang.
- Huyện Long Mỹ có 38.388,92 ha diện tích tự nhiên (diện tích canh tác 29.366,30 ha) và dân số là 109.867 người; có 16 đơn vị hành chính cấp xã trực thuộc, bao gồm thị trấn Long Mỹ (huyện lỵ) và 15 xã: Long Bình, Long Hòa, Long Phú, Long Tân, Long Trị, Lương Nghĩa, Lương Tâm, Tân Phú, Thuận Hòa, Thuận Hưng, Tân Thành, Vị Thắng, Vĩnh Thuận Đông, Vĩnh Viễn, Xà Phiên.
- Huyện Mỹ Thanh có 35.283,43 hécta diện tích tự nhiên (diện tích canh tác 23.128,69 hécta) và dân số là 104.675 người; có 15 đơn vị hành chính cấp xã trực thuộc, bao gồm thị trấn Vị Thanh (huyện lỵ) và 14 xã: Hỏa Lựu, Hỏa Tiến, Vị Bình, Vị Đông, Vị Lợi, Vị Tân, Vị Thanh, Vị Thủy, Vị Xuân, Vĩnh Hiếu, Vĩnh Lập, Vĩnh Thuận Tây, Vĩnh Tường, Vĩnh Trung.

Ngày 6 tháng 4 năm 1982, Hội đồng Bộ trưởng ban hành Quyết định số 64-HĐBT về việc đổi tên huyện Mỹ Thanh thành huyện Vị Thanh thuộc tỉnh Hậu Giang.
Ngày 28 tháng 1 năm 1991, Ban Tổ chức – Cán bộ của Chính phủ ban hành Quyết định số 36/QĐ-TCCP về việc:
- Sáp nhập xã Thuận Hòa vào xã Thuận Hưng.
- Sáp nhập xã Tân Phú vào xã Long Phú.
- Sáp nhập xã Long Hòa vào xã Long Bình.
- Sáp nhập xã Long Tân vào xã Long Trị.
- Sáp nhập xã Tân Thành vào xã Xà Phiên.
- Sáp nhập xã Lương Nghĩa vào xã Lương Tâm.

Huyện Long Mỹ có 10 đơn vị hành chính cấp xã trực thuộc, bao gồm thị trấn Long Mỹ (huyện lỵ) và 9 xã: Long Bình, Long Phú, Long Trị, Lương Tâm, Thuận Hưng, Vị Thắng, Vĩnh Thuận Đông, Vĩnh Viễn, Xà Phiên.
Ngày 26 tháng 12 năm 1991, Quốc hội ban hành Nghị quyết về việc chia tỉnh Hậu Giang thành tỉnh Cần Thơ và tỉnh Sóc Trăng.
Huyện Long Mỹ thuộc tỉnh Cần Thơ có 10 đơn vị hành chính cấp xã trực thuộc, bao gồm thị trấn Long Mỹ (huyện lỵ) và 9 xã: Long Bình, Long Phú, Long Trị, Lương Tâm, Thuận Hưng, Vị Thắng, Vĩnh Thuận Đông, Vĩnh Viễn, Xà Phiên.
Ngày 25 tháng 1 năm 1994, Ban Tổ chức – Cán bộ của Chính phủ ban hành Quyết định số 03/QĐ-TCCP về việc sáp nhập xã Vĩnh Lập thuộc huyện Vị Thanh vào xã Vĩnh Viễn thuộc huyện Long Mỹ.
Huyện Long Mỹ có 10 đơn vị hành chính cấp xã trực thuộc, bao gồm thị trấn Long Mỹ (huyện lỵ) và 9 xã: Long Bình, Long Phú, Long Trị, Lương Tâm, Thuận Hưng, Vị Thắng, Vĩnh Thuận Đông, Vĩnh Viễn, Xà Phiên.
Ngày 1 tháng 7 năm 1999, Chính phủ ra Nghị định số 45/1999/NĐ-CP về việc:
- Thành lập thị xã Vị Thanh thuộc tỉnh Cần Thơ.
- Đổi tên huyện Vị Thanh thành huyện Vị Thủy thuộc tỉnh Cần Thơ.
- Theo đó, chuyển toàn bộ 2.321,49 ha diện tích tự nhiên và 9.796 nhân khẩu của xã Vị Thắng thuộc huyện Long Mỹ về huyện Vị Thủy quản lý.

Sau khi điều chỉnh địa giới hành chính, huyện Long Mỹ có 40.092,58 ha diện tích tự nhiên và 136.873 nhân khẩu; có 9 đơn vị hành chính cấp xã trực thuộc, bao gồm thị trấn Long Mỹ và 8 xã: Long Bình, Long Phú, Long Trị, Lương Tâm, Thuận Hưng, Vĩnh Thuận Đông, Vĩnh Viễn, Xà Phiên.
Ngày 26 tháng 11 năm 2003, Quốc hội ban hành Nghị quyết số 22/2003/QH11 về việc chia tỉnh Cần Thơ thành thành phố Cần Thơ trực thuộc trung ương và tỉnh Hậu Giang.
Huyện Long Mỹ thuộc tỉnh Hậu Giang có thị trấn Long Mỹ và 8 xã: Long Bình, Long Phú, Long Trị, Lương Tâm, Thuận Hưng, Vĩnh Thuận Đông, Vĩnh Viễn, Xà Phiên.
Ngày 27 tháng 10 năm 2006, Chính phủ ban hành Nghị định số 124/2006/NĐ-CP về việc:
- Thành lập xã Thuận Hòa trên cơ sở điều chỉnh 2.700,77 ha diện tích tự nhiên và 11.065 nhân khẩu của xã Thuận Hưng.
- Thành lập thị trấn Trà Lồng trên cơ sở điều chỉnh 713,56 ha diện tích tự nhiên và 4.571 nhân khẩu của xã Long Phú.
- Thành lập xã Tân Phú trên cơ sở điều chỉnh 2.550,37 ha diện tích tự nhiên và 9.060 nhân khẩu của xã Long Phú.

Sau khi điều chỉnh, huyện Long Mỹ có 39.611,57 ha diện tích tự nhiên và 159.677 nhân khẩu; có 12 đơn vị hành chính cấp xã trực thuộc, bao gồm 2 thị trấn: Long Mỹ, Trà Lồng và 10 xã: Long Bình, Long Phú, Long Trị, Lương Tâm, Tân Phú, Thuận Hòa, Thuận Hưng, Vĩnh Thuận Đông, Vĩnh Viễn, Xà Phiên.
Ngày 13 tháng 12 năm 2007, Chính phủ ban hành Nghị định số 182/2007/NĐ-CP về việc:
- Thành lập xã Lương Nghĩa trên cơ sở điều chỉnh 2.823 ha diện tích tự nhiên và 10.024 nhân khẩu của xã Lương Tâm.
- Thành lập xã Vĩnh Viễn A trên cơ sở điều chỉnh 2.498,31 ha diện tích tự nhiên và 8.308 nhân khẩu của xã Vĩnh Viễn.[22]

Sau khi điều chỉnh, huyện Long Mỹ có 36.612,07 ha diện tích tự nhiên và 162.344 nhân khẩu; có 14 đơn vị hành chính cấp xã trực thuộc, bao gồm 2 thị trấn: Long Mỹ, Trà Lồng và 12 xã: Long Bình, Long Phú, Long Trị, Lương Nghĩa, Lương Tâm, Tân Phú, Thuận Hòa, Thuận Hưng, Vĩnh Thuận Đông, Vĩnh Viễn, Vĩnh Viễn A, Xà Phiên.
Ngày 24 tháng 8 năm 2009, Chính phủ ban hành Nghị quyết số 37/NQ-CP về việc thành lập xã Long Trị A trên cơ sở điều chỉnh 2.041,43 ha diện tích tự nhiên và 10.965 nhân khẩu của xã Long Trị.
Sau khi điều chỉnh, huyện Long Mỹ có 39.621,64 ha diện tích tự nhiên và 164.865 nhân khẩu, có 15 đơn vị hành chính cấp xã trực thuộc, bao gồm 2 thị trấn: Long Mỹ, Trà Lồng và 13 xã: Long Bình, Long Phú, Long Trị, Long Trị A, Lương Nghĩa, Lương Tâm, Tân Phú, Thuận Hòa, Thuận Hưng, Vĩnh Thuận Đông, Vĩnh Viễn, Vĩnh Viễn A, Xà Phiên.
Ngày 28 tháng 12 năm 2010, Bộ Xây dựng ban hành Quyết định số 1139/QĐ-BXD về việc công nhận thị trấn Long Mỹ là đô thị loại IV.
Huyện Long Mỹ có 15 đơn vị hành chính cấp xã trực thuộc, bao gồm 2 thị trấn: Long Mỹ, Trà Lồng và 13 xã: Long Bình, Long Phú, Long Trị, Long Trị A, Lương Nghĩa, Lương Tâm, Tân Phú, Thuận Hòa, Thuận Hưng, Vĩnh Thuận Đông, Vĩnh Viễn, Vĩnh Viễn A, Xà Phiên.
Ngày 15 tháng 5 năm 2015, Ủy ban Thường vụ Quốc hội ban hành Nghị quyết số 933/2015/NQ-UBTVQH về việc thành lập thị xã Long Mỹ thuộc tỉnh Hậu Giang trên cơ sở 2 thị trấn: Long Mỹ, Trà Lồng và 5 xã: Long Bình, Long Phú, Long Trị, Long Trị A, Tân Phú thuộc huyện Long Mỹ.
Sau khi điều chỉnh, huyện Long Mỹ còn lại 260,07 km² diện tích tự nhiên và 84.423 người; có 8 đơn vị hành chính cấp xã trực thuộc, bao gồm 8 xã: Lương Nghĩa, Lương Tâm, Thuận Hòa, Thuận Hưng, Vĩnh Thuận Đông, Vĩnh Viễn (huyện lỵ), Vĩnh Viễn A, Xà Phiên.
Ngày 12 tháng 3 năm 2019, Ủy ban Thường vụ Quốc hội ban hành Nghị quyết số 655/NQ-UBTVQH14 về việc thành lập thị trấn Vĩnh Viễn thuộc huyện Long Mỹ, tỉnh Hậu Giang (nghị quyết có hiệu lực từ ngày 1 tháng 5 năm 2019). Theo đó, thành lập thị trấn Vĩnh Viễn – thị trấn huyện lỵ huyện Long Mỹ trên cơ sở toàn bộ diện tích tự nhiên và dân số của xã Vĩnh Viễn.
Huyện Long Mỹ có 1 thị trấn và 7 xã.
Ngày 12 tháng 6 năm 2025, Quốc hội ban hành Nghị quyết số 202/2025/QH15 về việc sắp xếp đơn vị hành chính cấp tỉnh (nghị quyết có hiệu lực từ ngày 12 tháng 6 năm 2025). Theo đó, sáp nhập tỉnh Hậu Giang và tỉnh Sóc Trăng vào thành phố Cần Thơ.
Ngày 16 tháng 6 năm 2025, Quốc hội ban hành Nghị quyết số 203/2025/QH15 về việc Sửa đổi, bổ sung một số điều của Hiến pháp nước Cộng hòa xã hội chủ nghĩa Việt Nam. Theo đó, kết thúc hoạt động của đơn vị hành chính cấp huyện trong cả nước từ ngày 1 tháng 7 năm 2025.

## Kinh tế - xã hội
Giai đoạn 2016–2020, tốc độ tăng trưởng kinh tế bình quân (giá so sánh năm 2010) đạt 4,56%, trong đó: khu vực I: 3,04%; khu vực II: 11,61%; khu vực III: 3,28%; cơ cấu kinh tế chuyển dịch theo hướng giảm tỷ trọng nông nghiệp – thủy sản (16,89%), tăng tỷ trọng thương mại – dịch vụ (12,32%) và tăng tỷ trọng công nghiệp – xây dựng (4,57%). Giá trị sản xuất (giá so sánh 2010) là 3.687/3.000 tỷ đồng đạt 122,9% kế hoạch, vượt 22,9% kê hoạch. Trong đó Khu vực I: 2.367/1.500 tỷ đồng đạt 157,8% kế hoạch, khu vực II: 770/650 tỷ đồng đạt118,46% kế hoạch, khu vực III: 550/850 tỷ đồng đạt 64,71% kế hoạch. Tổng thu ngân sách nhà nước trên địa bàn 5 năm đạt 2.649,619 tỷ đồng, tăng bình quân 7,75%/năm, đạt 64,58% kế hoạch (kế hoạch 5 năm là bình quân tăng từ 12-15%), trong đó: Thu nội địa là: 106,911 tỷ đồng, đạt 164,46% (kế hoạch mỗi năm là 13 tỷ đồng); tổng chi ngân sách nhà nước 2.163,488 tỷ đồng. Năm 2020, giá trị GRDP bình quân đầu người đạt 41,64 triệu đồng/người (trong năm 2015 là 28,087 triệu đồng/người).

### Nông nghiệp
Nông nghiệp – thủy sản luôn chiếm tỷ trọng cao nhất trong cơ cấu kinh tế của huyện (năm 2020 là 62,78%), tổng giá trị sản xuất nông nghiệp và thủy sản năm 2020 đạt 2.367 tỷ đồng. Thời gian qua, mặc dù còn gặp khó khăn do giá cả vật tư nông nghiệp luôn biến động ở mức cao, giá một số hàng hóa nông sản sụt giảm,... đã ảnh hưởng đến hiệu quả sản xuất nông nghiệp, nhưng do huyện đã đẩy mạnh chuyển đổi cơ cấu cây trồng, vật nuôi, cải tạo diện tích vườn kém hiệu quả, phát triển các mô hình trồng rau, màu trên đất lúa; phát triển nuôi trồng thủy sản, mô hình chăn nuôi gia súc, gia cầm theo hướng đảm bảo vệ sinh an toàn thực phẩm,... Do đó, kinh tế nông nghiệp của huyện tiếp tục phát triển ổn định theo 
hướng sản xuất hàng hóa, nâng cao năng suất, chất lượng và hiệu quả, góp phần ổn định lương thực.
Giai đoạn 2011–2020, tổng giá trị sản xuất nông nghiệp (giá so sánh năm 2010) tăng bình quân 4,8%/năm, đạt 2.367 tỷ đồng năm 2020 và tăng 405 tỷ đồng so với năm 2011.
Trồng trọt
- Cây lúa: hiện nay vẫn là cây trồng chủ lực của huyện. Năm 2020, diện tích canh tác lúa ổn định khoảng 40.954 ha giảm 3.251 ha so với năm 2011, vòng quay sử dụng đất đạt 2,5 lần, tổng sản lượng lương thực đạt 272.143 tấn tăng 2.574 tấn so với năm 2011.
- Hoa màu và cây công nghiệp ngắn ngày: diện tích giảm qua các năm, đến năm 2020 đạt 3.956,69 ha, tổng sản lượng đạt 47.362 tấn.
- Cây lâu năm: năm 2020, diện tích đất trồng cây lâu năm vẫn giữ vững khoảng 2.807 ha, giảm 74 ha so với năm 2011; tổng sản lượng đạt 35.241 tấn, tăng 21.873 tấn so với năm 2011.

Chăn nuôi
Năm 2020, tổng đàn gia súc 26.305 con, giảm 6.529 con so với năm 2011 và đàn gia cầm là 1.278.510 con, tăng 208.060 con so với năm 2011.
Thủy sản
Năm 2020, diện tích nuôi trồng đạt 1.029,28 ha, tổng sản lượng đạt 5.769,88 tấn.
Lâm nghiệp
Giá trị sản xuất (giá so sánh 2010) ngành lâm nghiệp năm 2020 đạt 11.558 triệu đồng, chiếm 3,36% giá trị sản xuất của khu vực I. Trong đó, chủ yếu là khai thác gỗ và lâm sản khác với giá trị sản xuất 11.419 triệu đồng, chiếm 98,8% giá trị sản xuất lâm nghiệp. Một số sản phẩm chủ yếu của ngành lâm nghiệp như gỗ, củi, tre, trúc,...

### Công nghiệp
Công nghiệp – tiểu thủ công nghiệp
Năm 2020, giá trị sản xuất công nghiệp (theo giá so sánh năm 2010) là 383.560 triệu đồng, tăng 291.832 triệu đồng so với năm 2011; số cơ sở doanh nghiệp là 69 cơ sở, tăng 38 cơ sở so với năm 2011; số lao động là 615 người, tăng 337 người so với năm 2011.
Xây dựng
Giai đoạn 2011–2020, mặc dù còn nhiều khó khăn về nguồn vốn đầu tư, nhưng huyện đã thực hiện bố trí các nguồn vốn có trọng tâm, trọng điểm; tập trung vào đầu tư phát triển kết cấu cơ sở hạ tầng như trường, lớp; trạm y tế; giao thông nông thôn; gia cố sạt lở; chỉnh trang đô thị; xây dựng trung tâm hành chính các xã; công trình phục vụ văn hóa, thể thao,... với tổng vốn đầu tư xây dựng là 606,9 tỷ đồng, trong đó có 293 công trình đã thực hiện.

### Dịch vụ
Huyện luôn chú trọng việc mở rộng thị trường hàng hóa, dịch vụ để đáp ứng nhu cầu sản xuất và tiêu dùng của người dân; thường xuyên quan tâm chỉ đạo kiểm tra các cơ sở kinh doanh trên địa bàn nhằm góp phần bình ổn giá, chống gian lận thương mại, hàng giả, kém chất lượng, niêm yết giá và bán đúng giá niêm yết. Cuối năm 2019, tổng mức bán lẻ hàng hóa và doanh thu dịch vụ đạt 1.703 tỷ đồng.

### Lao động, việc làm và thu nhập
Năm 2020, dân số của huyện là 76.678 người với mật độ 295 người/km². Trong đó, trong độ tuổi lao động khoảng 46.547 người (chiếm 60,65% dân số).
Công tác giới thiệu việc làm luôn được huyện quan tâm đẩy mạnh để đáp ứng cho nhu cầu thực tế sản xuất trên địa bàn và vùng lân cận, nhất là thị xã Long Mỹ, thành phố Vị Thanh. Từ đó, góp phần ổn định an ninh trật tự trên địa bàn, thúc đẩy phát triển kinh tế - xã hội, nâng cao mức sống người dân, cũng như góp phần giảm nghèo bền vững.
Năm 2020, thu nhập bình quân đầu người ước đạt 40 triệu đồng/người/năm.

## Dân số
Năm 2019, huyện Long Mỹ có diện tích 260,07 km², dân số là 77.256 người, mật độ dân số đạt 297 người/km².
Năm 2020, huyện Long Mỹ có diện tích 260,72 km², dân số là 76.678 người, mật độ 295 người/km².
Huyện Long Mỹ có diện tích 260,72 km², dân số năm 2022 là 76.909 người, mật độ dân số đạt 295 người/km².
Huyện Long Mỹ có diện tích 260,72 km², dân số quy đổi tính đến ngày 31/12/2024 là 111.396 người, mật độ dân số đạt 427 người/km².

## Giao thông

### Giao thông đường bộ
Đường tỉnh có 2 tuyến là ĐT 930B và ĐT 930. Trong đó:
- ĐT.930B: Từ trung tâm xã Thuận Hưng là tuyến giao thông nối cá xã Thuận Hưng, Xà Phiên đến xã Lương Tâm, Lương Nghĩa đi thị trấn Ngan Dừa, huyện Hồng Dân, tỉnh Bạc Liêu, đoạn qua địa bàn huyện có chiều dài khoảng 22,5 km, mặt đường nhỏ.
- ĐT.930: Từ trung tâm thị xã Long Mỹ là tuyến đường giao thông nối các xã Thuận Hưng, Vĩnh Viễn, Vĩnh Viễn A, huyện Long Mỹ với xã Hỏa Tiến, TP. Vị Thanh qua Quốc lộ 61 đi Kiên Giang, đoạn qua địa bàn huyện có chiều dài khoảng 19,0 km, mặt đường nhỏ. Hiện nay, các tuyến này đang được nâng cấp, mở rộng để đáp ứng cho nhu cầu đi lại, cũng như vận chuyển hàng hóa của nhân dân.

Đường huyện: các tuyến trên địa bàn có chiều rộng mặt đường thường từ 2m đến 3,5m đủ cho 1 làn xe, thường bị ngập nước vào mùa mưa, tải trọng cầu 
thuộc các tuyến đường này không lớn hoặc chưa có cầu mà chỉ có bến đò. Do đó, khả năng khai thác còn hạn chế, không ổn định và bị giới hạn về tải trọng vận chuyển.
Đường giao thông nông thôn: đến nay đã xây dựng được 83/26 tuyến và 97/21 cây cầu.
Đây cũng là địa phương có dự án Đường cao tốc Cần Thơ – Cà Mau đi qua đang được xây dựng.

### Giao thông đường thủy
Trên địa bàn huyện có các tuyến chính như sông Cái Lớn, sông Nước Đục, sông Nước Trong, kênh Hậu Giang 3, kênh Long Mỹ 2, kênh Ngăn Mặn, kênh Trà Ban,... cùng nhiều tuyến vừa và nhỏ khác nên đáp ứng tốt cho nhu cầu đi lại và vận chuyển hàng hoá bằng đường thủy của nhân dân.

## Di tích
Huyện có 2 khu di tích lịch sử là đền thờ Bác Hồ và di tích chiến thắng Chương Thiện (thuộc quân đội Việt Nam Cộng hòa).